# Modoc (Indiana)
Modoc es un pueblo ubicado en el condado de Randolph en el estado estadounidense de Indiana. En el Censo de 2010 tenía una población de 196 habitantes y una densidad poblacional de 734,72 personas por km².

## Geografía
Modoc se encuentra ubicado en las coordenadas 40°2′44″N 85°7′35″O / 40.04556, -85.12639. Según la Oficina del Censo de los Estados Unidos, Modoc tiene una superficie total de 0.27 km², de la cual 0.27 km² corresponden a tierra firme y (0%) 0 km² es agua.

## Demografía
Según el censo de 2010, había 196 personas residiendo en Modoc. La densidad de población era de 734,72 hab./km². De los 196 habitantes, Modoc estaba compuesto por el 94.9% blancos, el 0.51% eran afroamericanos, el 0% eran amerindios, el 0% eran asiáticos, el 2.04% eran isleños del Pacífico, el 0.51% eran de otras razas y el 2.04% pertenecían a dos o más razas. Del total de la población el 1.53% eran hispanos o latinos de cualquier raza.